# Martha Washington
Martha Dandridge Custis Washington (Chestnut Grove, 1731. június 13. – Mount Vernon, 1802. május 22.) az Egyesült Államok első first ladyje, George Washington felesége. A first lady címet csak halála után hozták létre. Nagyon sok szokást teremtett meg, amit az őt követő first ladyk is folytattak. Férje elnöksége során Lady Washington volt hivatalos megnevezése, történészek általában a legjobb first ladyk közé helyezik.
Martha Dandridge 1750-ben összeházasodott Daniel Parke Custisszel, és négy gyermekük született, akik közül csak ketten élték meg felnőttkorukat. 1757-ban, mikor Dandridge 26 éves volt, férje meghalt, vagyonának nagy részét feleségére hagyva. 1759-ben házasodott össze George Washingtonnal, Mount Vernon-i ültetvényére költözött. Legfiatalabb lánya 1773-ban meghalt epilepsziás roham következtében, és a Washington házaspárnak nem született gyereke. Washington az amerikai függetlenségi háború szimbóluma lett, miután férjét kinevezték az amerikai hadsereg főparancsnokává. Minden télen látogatta a hadsereg táborait, szinte anyai szerepet játszva. Egyetlen túlélő gyermeke, John a háború közben vesztette életét egy betegség következtében. Mikor 1783-ban véget ért a háború, Washington visszavonult Mount Vernonra, de később visszatért a közösségi életbe, mikor férjét hat évvel később elnökké választották.
Nem szívesen lépett vissza a rivaldafénybe mint az elnök felesége, de időközben híresség lett. Nem kedvelte ezt az életstílust, úgy érezte, hogy korlátozták életét, és szívesebben vonult volna vissza családja ültetvényére. Hetente tartott közösségi eseményeket, értette, hogy mekkora fontossága van önviselésének belföldi és külpolitikai indokokból. 1797-ben visszatért Mount Vernonra, ahol utódjai segítésével és csodálóinak köszöntésével töltötte utolsó éveit. 1799-ben ismét özvegy lett, majd két és fél évvel később, 1802 májusában elhunyt 70 évesen.